# Fronteira Chade–Líbia

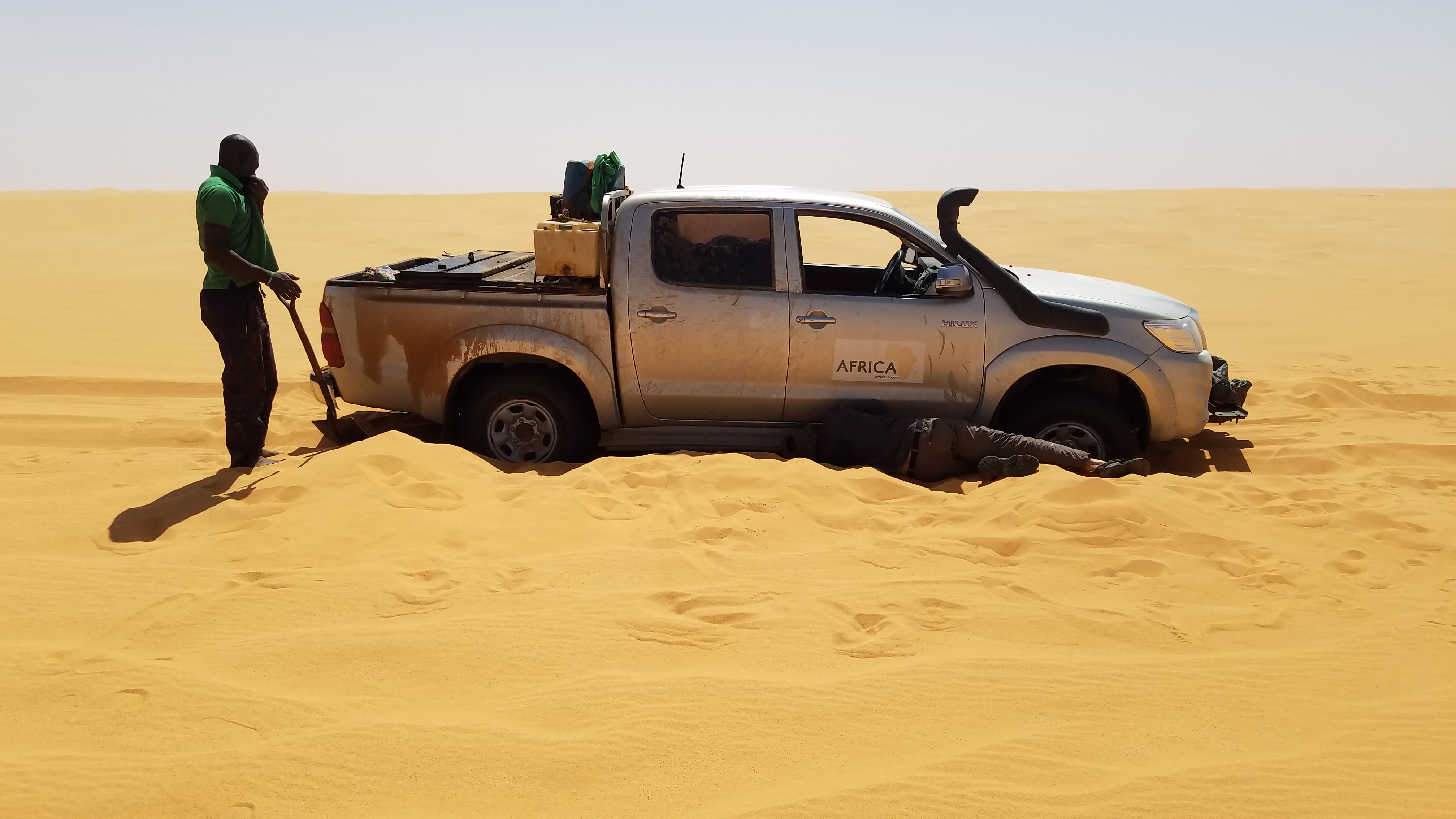
Veículo preso na areia do deserto próximo à fronteira Chade-Líbia

A fronteira entre o Chade e  a Líbia é um conjunto de duas linhas retilíneas, total de 1055 km de extensão, sentido noroeste-sudeste, que separa o norte do Chade, (região de Borkou-Ennedi-Tibesti), junto à Faixa de Auzu, do sudoeste da Líbia nas duas grandes municipalidades líbias de Murzuque e Cufra.
No oeste se inicia na tríplice fronteira Chade-Líbia-Níger e vai a nordeste por cerca de 150 km até as proximidades da passagem do Trópico de Câncer. Aí se inicia o trecho retilíneo maior que vai para sudeste até as proximidades da latitude 20 N, onde faz outra tríplice fronteira, dos dois países com o extremo noroeste do Sudão.
Essa fronteira se define junto com a história das duas nações no século XX. A Itália invadiu o território líbio, tomando o mesmo do Império Otomano em 1911, passando a colonizá-lo em 1934. Na Segunda Grande Guerra, expulsos os italianos, o país é dividido entre França e Reino Unido. O Chade é uma colônia francesa desde 1900, obtendo sua independência em 1960. A Faixa de Aouzou no Chade, junto à fronteira, é área de litígio entre os dois países, a qual é  hoje considerada como chadiana.